# Peter Mittelstaedt

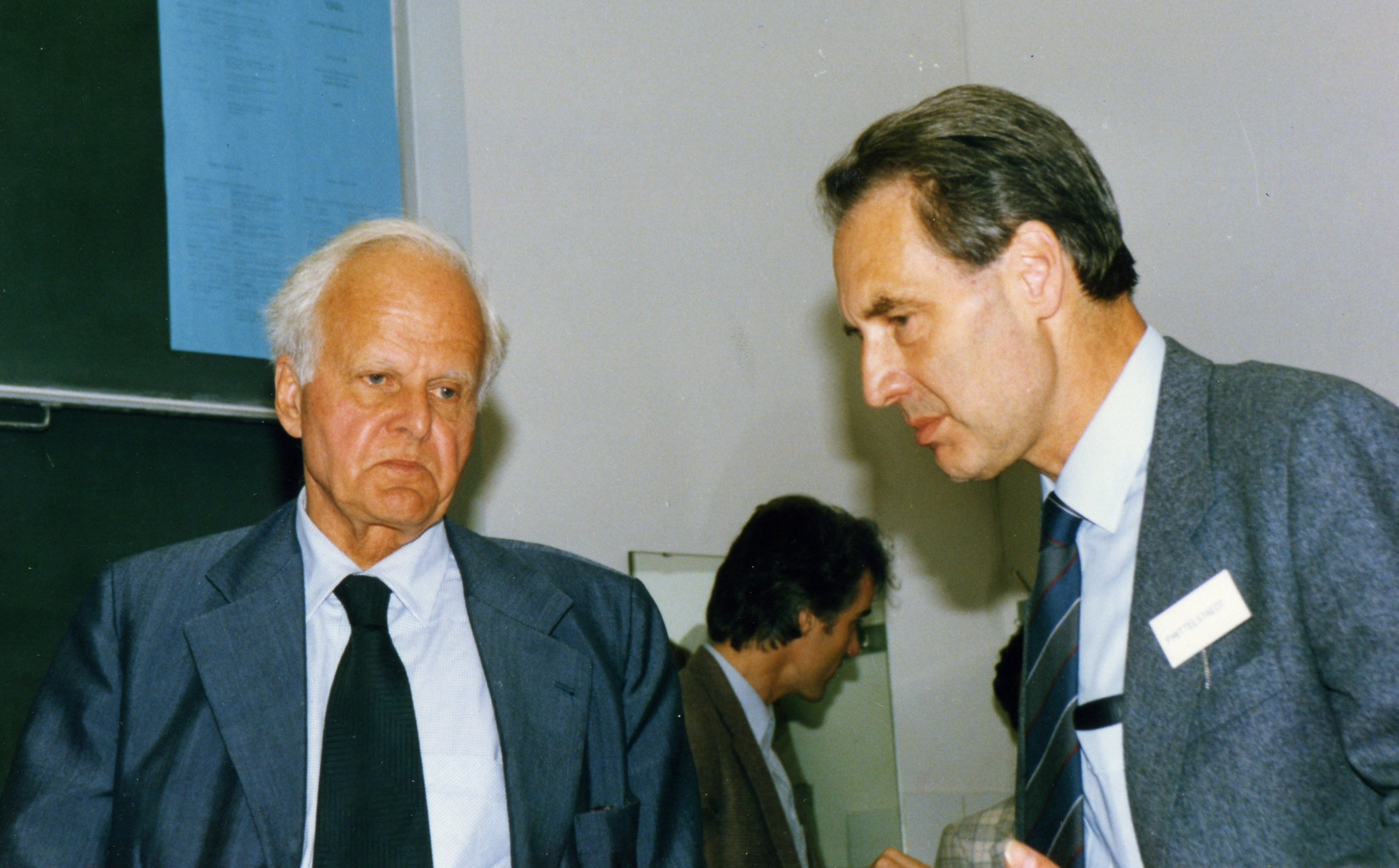
Peter Mittelstaedt (r.) und Carl Friedrich von Weizsäcker (l.) während des Internationalen Symposiums für Quantenlogik, Köln 1984

Peter Mittelstaedt, Pseudonym Karl Rottmann (* 24. November 1929 in Leipzig; † 21. November 2014 in Erftstadt), war ein deutscher Physiker, Philosoph und Wissenschaftstheoretiker.

## Leben
Nach dem Studium der Physik an den Universitäten Jena, Bonn und Göttingen, mit Promotionsabschluss in Göttingen in Theoretischer Physik im Jahre 1956 bei Werner Heisenberg, hatte Mittelstaedt Forschungsaufenthalte beim CERN in Genf sowie am MIT in Cambridge, USA und am damaligen Max-Planck-Institut für Physik und Astrophysik in München, wo er sich auch im Jahre 1961 habilitierte. Seit 1965 war Mittelstaedt Professor für Theoretische Physik an der Universität zu Köln, seine Hauptarbeitsgebiete waren Philosophie der Naturwissenschaft, Wissenschaftstheorie und Logik sowie Grundlagen der Relativitätstheorie und Quantentheorie. 1968 und 1969 war er Dekan der Mathematisch-Naturwissenschaftlichen Fakultät, 1970 und 1971 Rektor der Universität, 1971 bis 1973 Prorektor, später Prorektor für Forschung in Köln. Mittelstaedt wurde 1995 emeritiert. Er war auch Vorsitzender des Aufsichtsrats des Verlags Bibliographisches Institut. Mittelstaedt starb im Alter von 84 Jahren und wurde nach einer Trauerfeier am 29. November 2014 in Erftstadt-Lechenich beerdigt.
Er ist für Monographien zur Physik-Philosophie bekannt, wobei er von Paul Lorenzen und dessen Operationalismus beeinflusst war und eine Begründung der Quantenmechanik über die Quantenlogik verfolgte, für die er in seinem Spätwerk versuchte, eine physikalische Interpretation zu liefern.
Zu seinen insgesamt 30 Schülern, die 1966–1997 bei ihm in Köln promoviert wurden, gehörten u. a. Julian Barbour, Hubertus von Grünberg, Wolfgang Hillebrandt, Heinz-Erich Wichmann, Ernst-Walther Stachow, Franz Josef Burghardt, Hans-Joachim Blome und Paul Busch.
Sein Großvater war der Rechtsanwalt am Reichsgericht Johannes Mittelstaedt (1869–1931), seine Urgroßväter der Reichsgerichtsrat und Journalist Otto Mittelstaedt (1834–1899) und der Verleger Herrmann Julius Meyer (1826–1909).

## Publikationen

### Bücher
- als Karl Rottmann: Mathematische Formelsammlung, BI Wissenschaftsverlag 1960[8]
- als Karl Rottmann: Winkelfunktionen und logarithmische Funktionen, BI Wissenschaftsverlag 1966 (Hochschultaschenbücher 113/113a)
- Philosophische Probleme der modernen Physik, BI 1963 (7. Aufl. 1989)
- Klassische Mechanik, BI 1970 (2. Aufl. 1995)
- Die Sprache der Physik: Aufsätze und Vorträge, BI 1972
- Der Zeitbegriff in der Physik. Physikalische und philosophische Untersuchungen zum Zeitbegriff in der klassischen und relativistischen Physik, BI Wissenschaftsverlag 1976 (3. Aufl. 1989)
- Quantum Logic, Dordrecht, Reidel 1978
- Sprache und Realität in der modernen Physik, BI 1986
- mit Paul Busch, Pekka J. Lahti: The Quantum Theory of Measurement, Springer, Lecturenotes in Physics, 1991, 2. Auflage 1996
- The Interpretation of Quantum Mechanics and the Measurement Process, Cambridge University Press 1998 (paperback 2004)
- mit Paul A. Weingartner: Laws of Nature, Springer 2005
- Rational Reconstructions of Modern Physics, Springer, Dordrecht 2011, ISBN 978-94-007-0076-5.

### Herausgeber (Auszug)
- mit Pekka J. Lahti: Symposium on the Foundations of Modern Physics, 1985, 1987, 1990
- mit Paul Busch und Pekka J. Lahti: Symposium on the Foundations of Modern Physics, 1993

Wissenschaftliche Artikel siehe Homepage